# North Lopham
North Lopham is een civil parish in het bestuurlijke gebied Breckland, in het Engelse graafschap Norfolk met 623 inwoners.